# Mielęcin (Weronikopole)
Mielęcin – część wsi Weronikopole w Polsce, położona w województwie wielkopolskim, w powiecie kępińskim, w gminie Bralin.
Leży około 8 km na północny zachód od Kępna przy drodze Kępno-Czermin.

## Historia
Mielęcin został wzmiankowany już w 1266 jako Mileczino. W księdze łacińskiej Liber fundationis episcopatus Vratislaviensis (pol. Księga uposażeń biskupstwa wrocławskiego) spisanej za czasów biskupa Henryka z Wierzbna w latach 1295–1305, miejscowość wymieniona jest w zlatynizownej formie villa Nylencyno.
W latach 1954–1959 wieś należała i była siedzibą władz gromady Mielęcin, po jej zniesieniu w gromadzie Bralin. W latach 1975–1998 Mielęcin administracyjnie należał do województwa kaliskiego.

## Zabytki
- dwór Masłowskich, barokowy, z 1786 roku;
  - park krajobrazowy z drzewami pomnikowymi;
- dawna karczma, klasycystyczna, z XVIII wieku.